# کلوویس یکم
شلودووِش، خلودووِش،شلودویگ یا کلوویس یکم (زادهٔ ۴۶۶، مرگ ۲۷ نوامبر۵۱۱ در پاریس) از دودمان مروونژی و از ۴۸۱ جانشین پدرش و پادشاه فرانک‌های سالی بود. این مردمان ژرمن بخش‌هایی از باختر رود راین را که امروزه میان مرزهای فرانسه و بلژیک جای گرفته و توکساندری خوانده می‌شود را در دست داشتند.
کلوویس را در آلمانی کنونی لودویگ و در فرانسوی امروزین لوئی می‌خوانند.

## پیروزیفرانک‌ها
در سال ۴۸۶ در شمال سرزمین گل بر واپسین فرمانداران وفادار به روم چیره گشت. پس از آن کلوویس با اوستروگوت‌ها همپیمان شد و خواهرش را به همسری پادشاه ایشان تئودوریک بزرگ درآورد. او در سال‌های پس از آن نیز به پیروزیهایش دامنه بیشتری داد. در ۴۹۱ بر تورنژی‌ها در خاور مرزهایش چیره شد.
کلوویس در ۴۹۳ با شاهدخت کلوتیلده از بورگوندی پیمان زناشویی بست. وی پس از نبرد تولبیاک در سال ۴۹۶ آیین کاتولیک را پذیرفت. پذیرش مسیح‌باوری از سوی کلوویس رخداد مهمی بود که سبب پدید آمدن دگرگونیهای بنیادینی در ژرمن‌ها گشت.

## غسل تعمید کلوویس
مسیحی شدن شاه کافر فرانکها اگرچه به سود مسیحیت کاتولیک رومی بود ولی شماری از قبیله‌های زیرفرمان ژرمن را نسبت به او بیگانه نمود و نیروی سپاهیش را برای سالهای آینده رو به ناتوانی نهاد.
کلوویس اندکی پیش از مرگ خواستار برپایی انجمنی از اسقفان در اورلئان شد تا راهی برای پیوند میان کلیسا و تاج و تخت بیابند.

## مرگ

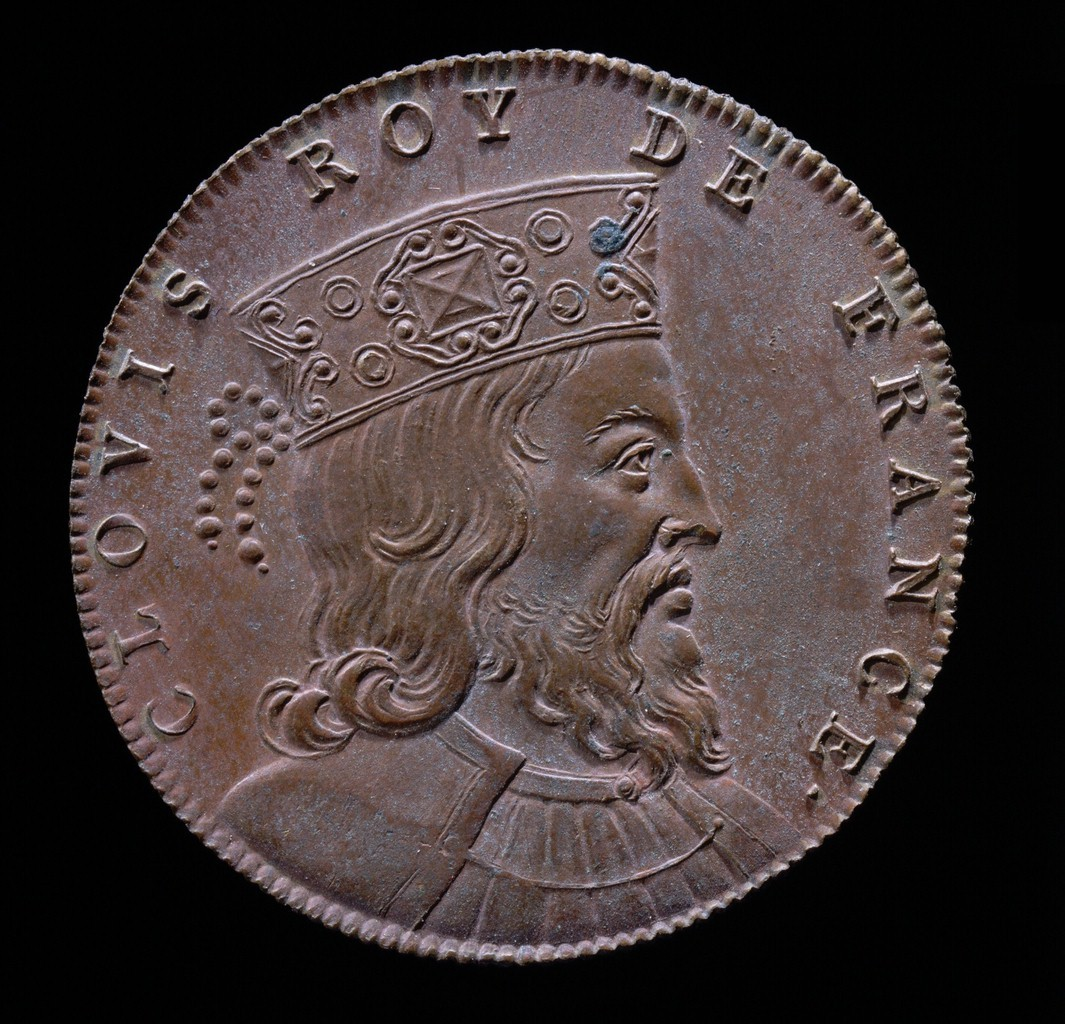
سکه‌ای با چهره کلوویس یکم و ناهم‌زمان با زیستن او، روی سکه نوشته شده‌است کلوویس پادشاه فرانسه

کلوویس در سال ۵۱۱ ترسایی درگذشت و در کلیسای سن-دنی در پاریس به خاک سپرده شد. پس از مرگ قلمرو وی را میان چهار پسرش تئودریک، کلودومر، شیلدبر و کلوتار بخش کردند. این کار سبب پدید آمدن یگانهای سیاسی تازه‌ای به نام پادشاهی پاریس، رایم، اورلئان و سوآسون در زیر پادشاهی مِرووٙنژی‌ها گردید.
همانگونه که امروزه فرانکها را پدیدآورندگان ملت فرانسه می‌دانند، کلوویس یکم را نیز نخستین پادشاه این کشور می‌دانند.

## نگارخانه

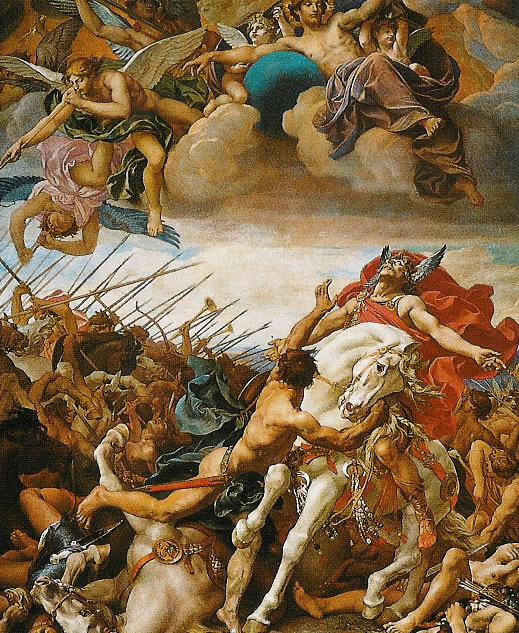
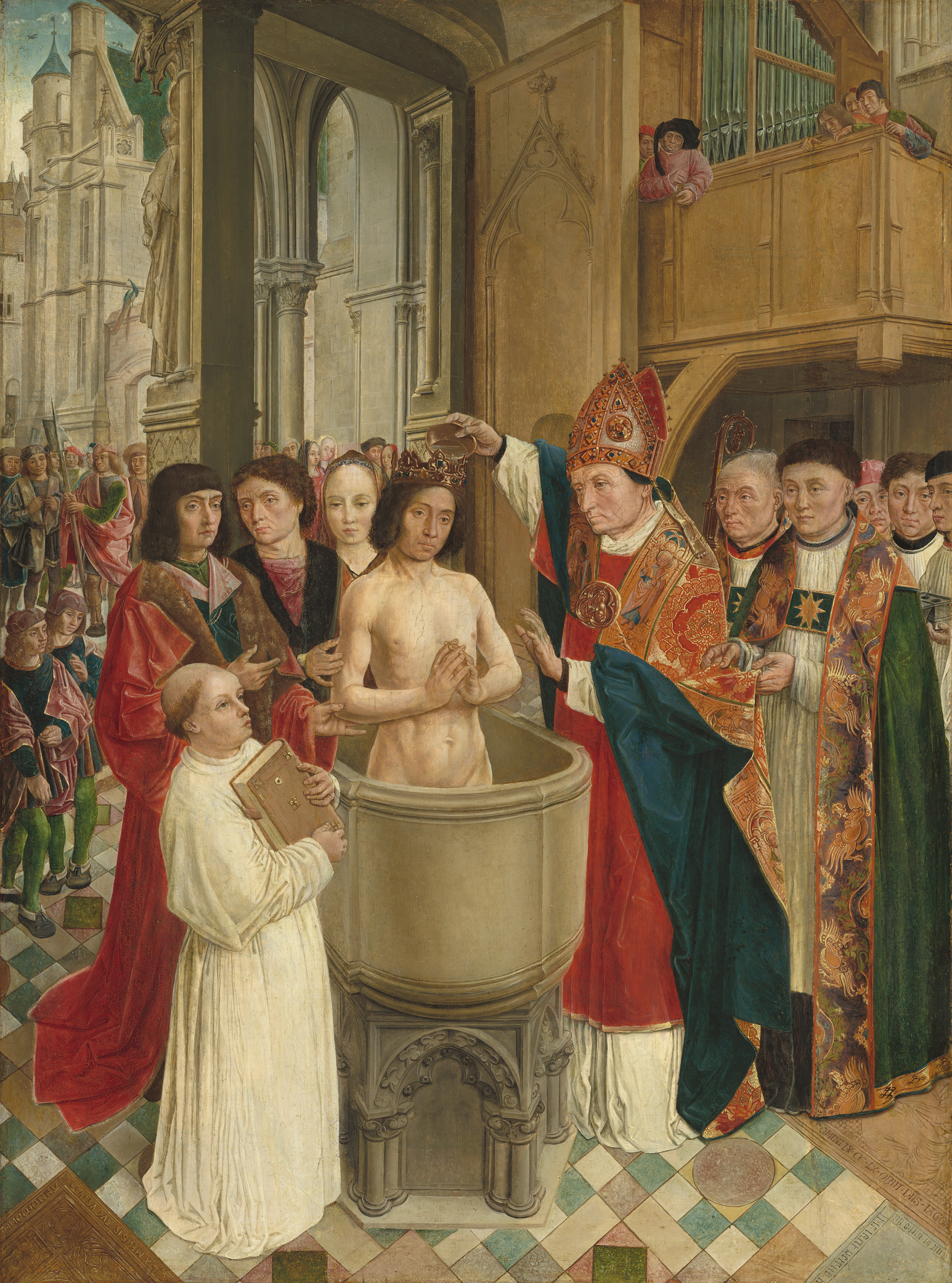
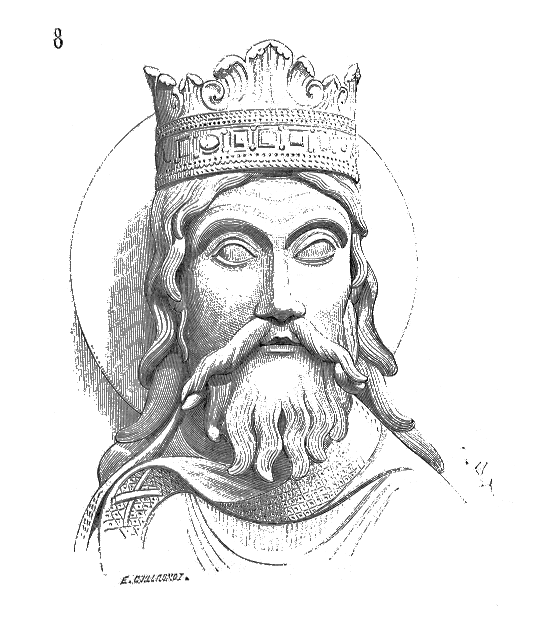